# Паразит (роман)
«Парази́т» (англ. The Parasite) — роман А. Конан Дойля. Был опубликован в США в четырёх выпусках в Harper's Weekly в ноябре-декабре 1894 года (с иллюстрациями Говарда Пайла), а затем одним изданием в издательстве Harper & Brothers в январе 1895 года.

## Сюжет
Главный герой романа — Остин Гилрой, молодой человек, изучающий физиологию, знаком с профессором, изучающим оккультные науки. Однажды его представляют некоей мисс Пенклозе — подруге жены профессора, женщине средних лет с покалеченной ногой и паранормальными психологическими способностями (в частности, способностью к месмеризму). Невеста Гилроя, Агата, относится скептически к возможностям мисс Пенклозы, и та в подтверждение своих способностей вводит Агату в транс. После этого Гилрой начинает посещать дом профессора, где мисс Пенклоза практикует на нём свои экстрасенсорные способности и заявляет Гилрою, что её силы зависят от него. Пенклоза безумно влюбляется в Гилроя и начинает использовать свои экстрасенсорные способности для того. чтобы добиться ласк и нежности с его стороны. После того как Гилрой отвергает её любовь, мисс Пенклоза пытается причинить ему неприятности с помощью своих способностей, заставляя Гилроя читать чепуху на лекциях в университете, пытаться ограбить банк, избить коллегу по университету. Однажды Гилрой обнаруживает себя в комнате Агаты, имея при себе бутылочку серной кислоты, не имея понятия, как и зачем он там оказался, но подозревает, что мисс Пенклоза из ревности пыталась заставить его облить Агату серной кислотой. Но как вышло, что Агата не пострадала? Гилрой бросается домой к мисс Пенклозе, где служанка сообщает ему, что мисс Пенклоза скончалась в половине четвёртого. А это то время, когда Гилрой «проснулся» в комнате Агаты.

## Критика
В этом произведении автор попытался показать противоречия формирующиеся внутри современного ему общества. В свое время роман оказался обделён критикой. Это связывают в тем, что Конан Дойл исключил книгу из списка его произведений, которым предварялись его книги.

## Экранизации
Полнометражная экранизация романа была осуществлена в 1997 году (сценарист — Патрик Родди, режиссёр — Эндрю Фромке).
В 2015 году сценарист и режиссёр Адам Занзи выпустил короткометражную экранизацию «Паразита» для магистерской программы Дэвида Линча «В кино». Занзи написал сценарий и срежиссировал фильм, коммерческий дебют которого состоялся 19 июля 2016 года в театре Тиволи в качестве полнометражного фильма на кинофестивале в Сент-Луисе. В 2016 году фильм был показан на фестивале Trash Film в Вараждине, Хорватия.